# 折遇蘭
折遇蘭（？—？），字佩湘，号霄山，山西阳曲县人，清朝地方官员、進士出身。
乾隆二十五年（1760年）登進士，翌年授正寧縣知縣，后丁憂，除服后補湖南瀏陽縣知縣、廣東普寧縣知縣，死於任上。著有《霁山文集》、《看云山房诗草》、《正宁县志》。